# Jennings (Oklahoma)
Jennings és un poble dels Estats Units a l'estat d'Oklahoma. Segons el cens del 2000 tenia 373 habitants.

## Demografia
Segons el cens del 2000, Jennings tenia 373 habitants, 140 habitatges, i 102 famílies. La densitat de població era de 257,2 habitants per km².
Dels 140 habitatges en un 33,6% hi vivien nens de menys de 18 anys, en un 59,3% hi vivien parelles casades, en un 8,6% dones solteres, i en un 27,1% no eren unitats familiars. En el 25,7% dels habitatges hi vivien persones soles l'11,4% de les quals corresponia a persones de 65 anys o més que vivien soles. El nombre mitjà de persones vivint en cada habitatge era de 2,66 i el nombre mitjà de persones que vivien en cada família era de 3,17.
Per edats la població es repartia de la següent manera: un 27,9% tenia menys de 18 anys, un 8,3% entre 18 i 24, un 31,4% entre 25 i 44, un 18,5% de 45 a 60 i un 13,9% 65 anys o més.
L'edat mediana era de 35 anys. Per cada 100 dones de 18 o més anys hi havia 85,5 homes.
La renda mediana per habitatge era de 31.563 $ i la renda mediana per família de 36.250 $. Els homes tenien una renda mediana de 28.295 $ mentre que les dones 24.375 $. La renda per capita de la població era de 13.071 $. Entorn del 10,6% de les famílies i el 15% de la població estaven per davall del llindar de pobresa.

## Poblacions més properes
El següent diagrama mostra les poblacions més properes.